# Anoura caudifer
Anoura caudifer је врста слепог миша из породице љиљака-вампира (Phyllostomidae). 

## Распрострањење
Ареал врсте Anoura caudifer обухвата већи број држава.
Врста има станиште у Бразилу, Аргентини, Венецуели, Колумбији, Перуу, Боливији, Гвајани, Суринаму и Француској Гвајани.

## Угроженост
Ова врста је наведена као последња брига, јер има широко распрострањење и честа је врста.